# Detonator
Detonator (v anglickém originále The Detonator) je americký akční film z roku 2006. Režisérem filmu je Po-Chih Leong. Hlavní role ve filmu ztvárnili Wesley Snipes, Silvia Colloca, Tim Dutton, William Hope a Matthew Leitch.

## Děj
Tajný agent CIA Sonni Griffith (Wesley Snipes) cestuje do Rumunska, aby odhalil obchodníka se zbraněmi a zastavil prodej jaderných zbraní. Když se obchodník se zbraněmi dozví Griffithovou pravou identitou, dostane Sonniho do vězení. CIA zajistí Griffithovo propuštění, ale ten zároveň dostane nový úkol: doprovodit krásnou Rusku jménem Nadia (Silvia Colloca) zpět do Spojených států.
Griffith brzy zjistí, že Nadia je pronásledována tím samým obchodníkem se zbraněmi, který ho chtěl zničit; ten se nezastaví před ničím, aby z Nadie dostal informace, které potřebuje: místo, kde ukryla 30 milionů dolarů za které chce koupit jadernou zbraň. Někdo uvnitř CIA stále odhaluje polohu a identitu Griffitha a Nadie a ti musí bojovat s obchodníky se zbraněmi na život a na smrt, aby zachránili sebe i zbytek světa.

## Obsazení
| Wesley Snipes   | Sonni Griffith   |
| Silvia Colloca  | Nadia Cominski   |
| Tim Dutton      | Jozef Bostanescu |
| William Hope    | Michael Shepard  |
| Matthew Leitch  | Dimitru Ilinca   |
| Bogdan Uritescu | Pavel            |
| Warren Derosa   | Mitchel          |
| Michael Brandon | Flint            |
| Vincenzo Nicoli | Yuri Mishalov    |
| Stuart Milligan | Greenfield       |